# 3585 Goshirakawa
3585 Goshirakawa је астероид главног астероидног појаса чија средња удаљеност од Сунца износи 3,067 астрономских јединица (АЈ).
Апсолутна магнитуда астероида је 12,4.